# غوبو (واكاياما)
مدينة غوبو (بالإنجليزية: Gobō)‏ هي أحد المدن التابعة لمحافظة واكاياما. تأسست رسميًا في 1 أبريل 1954م. ويقدر عدد سكانها بـ 26335 نسمة حسب تقدير مكتب الإحصاء الياباني لعام 2012. تبلغ مساحة غوبو 43.93 كم2. بكثافة سكانية تبلغ 599 نسمة/كم2.